# Templo Pagode de Fogong
O Templo Pagode Sakyamuni de Fogong (chinês tradicional: 佛宮寺釋迦塔, chinês simplificado: 佛宫寺释迦塔, pinyin: Fógōng Sì Shìjiā Tǎ) do Condado de Ying, província de Xanxim, China, é um pagode chinês de madeira construído em 1056, durante a Dinastia Liao liderada por Quitais. O pagode foi construído pelo imperador Daozong de Liao (Hongji) no local onde ficava a casa da família de sua avó.  O pagode, que sobreviveu a vários grandes terremotos ao longo dos séculos, atingiu um nível de tal fama na China que recebeu o apelido genérico de "Muta".  

## História

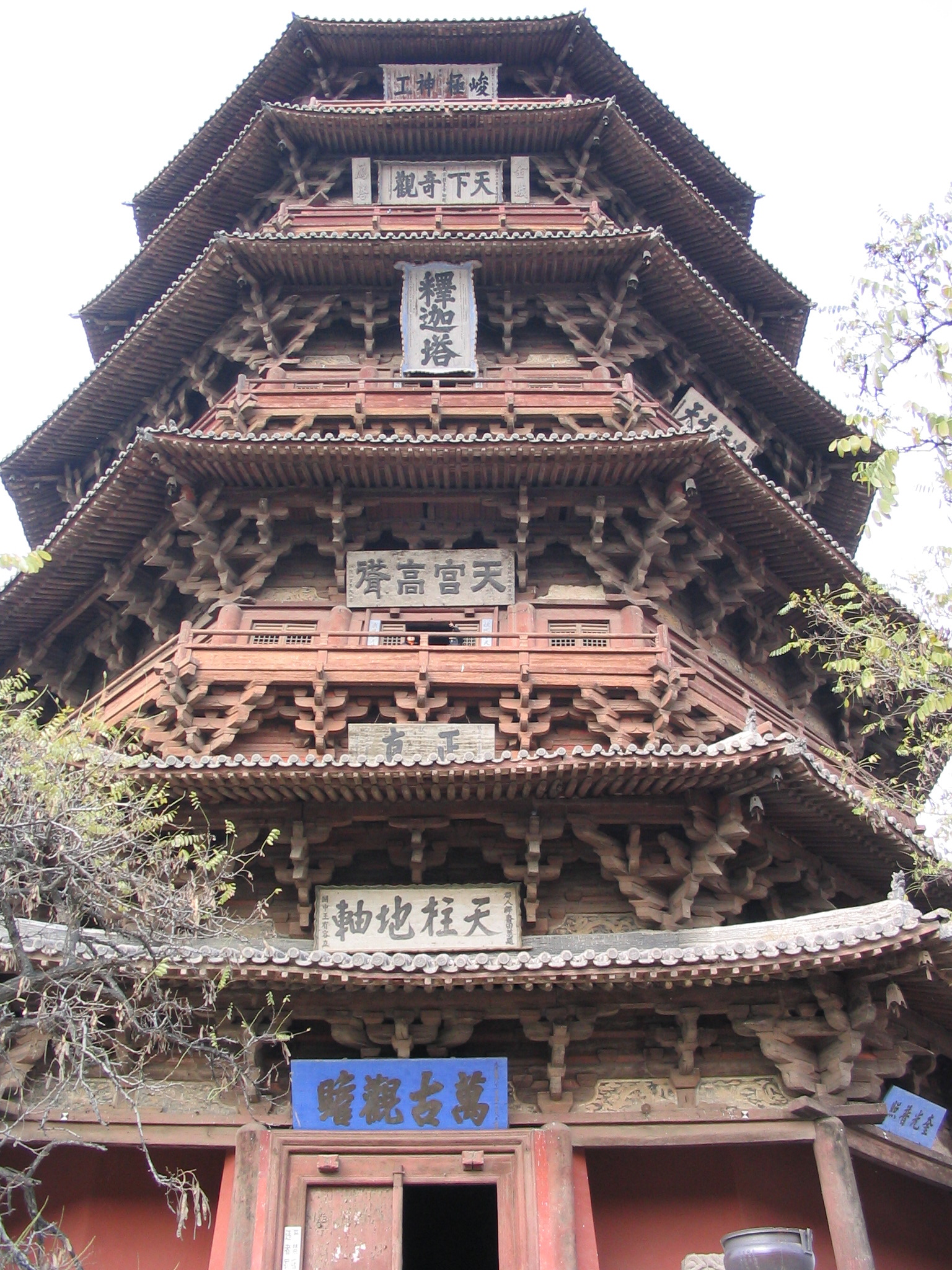
Detalhe dos suportes dougong do pagode.

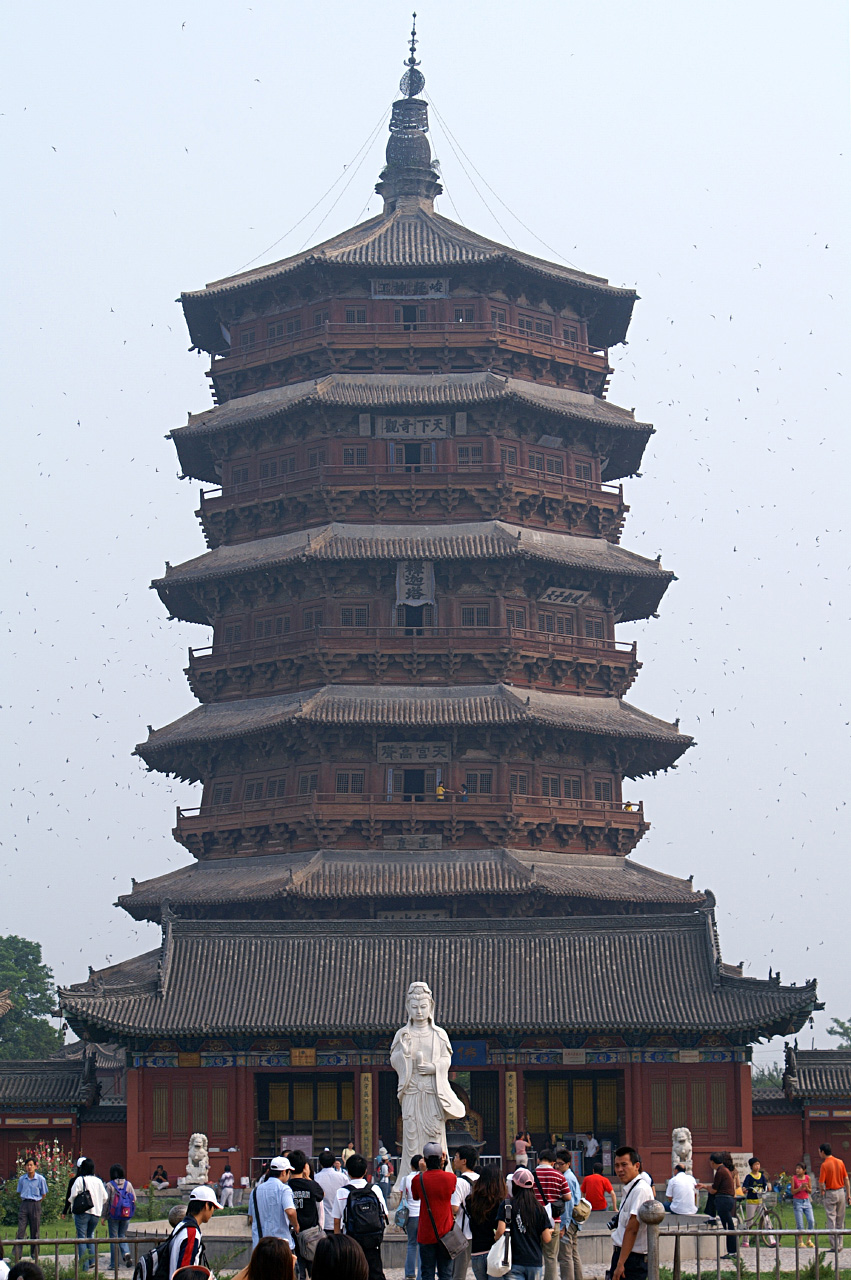
O local do pagode e do templo

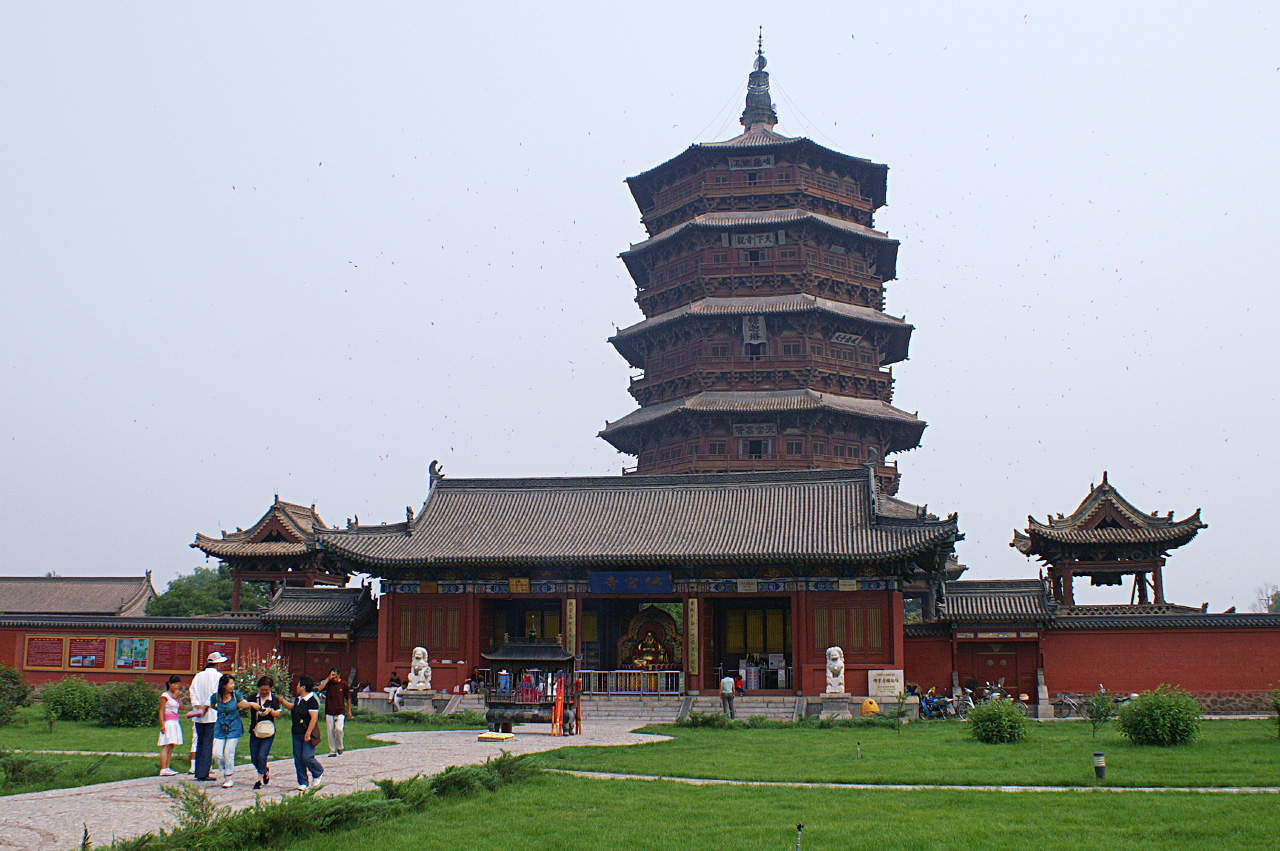
O terreno do pagode e do templo

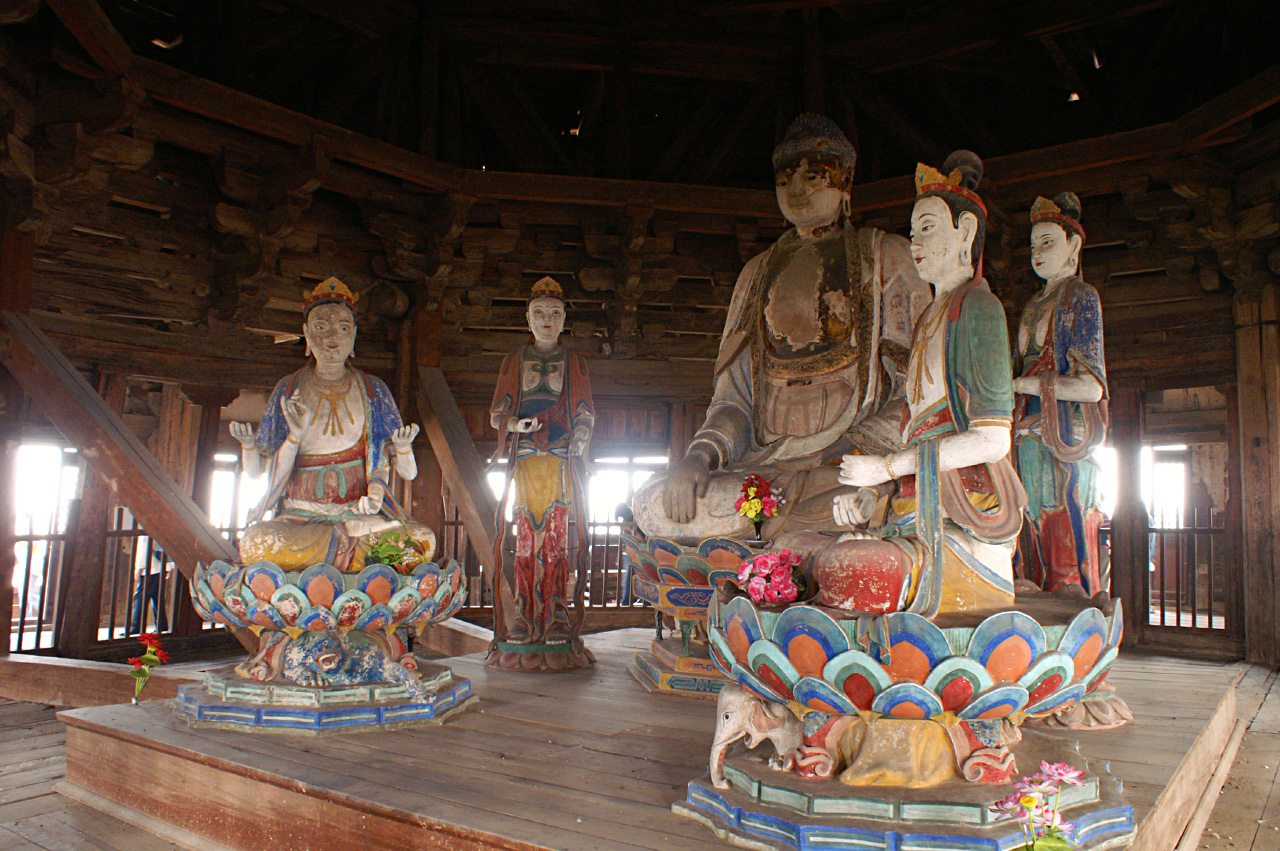
Estátuas budistas encontradas dentro do pagode, com o Buda Sidarta Gautama no centro

O Templo do Pagode de Fogong foi construído 85 km (53 mi)  ao sul da capital da dinastia Liao em Datong .  O gujin tushu jicheng Enciclopédia publicada em 1725-escrita durante os reinados de Kangxi e Yongzheng no Qing -relata que um pagode diferente construído entre os anos de 936 – 943 ficou anteriormente no local antes da presente um de 1056 foi construído.  A mesma declaração aparece no Shanxi tongzhi (Registro da Província de Xanxim) e no Yingzhou xuzhi (Registro da Prefeitura de Ying, Continuação).  O Yingzhou zhi (Registro da Prefeitura de Ying) - editado por Tian Hui durante o reinado do Imperador Wanli (r. 1572 – 1620) da Dinastia Ming - afirma que o pagode foi fundado e erguido em 1056 por um monge budista chamado Tian.   Ao compilar um registro para o condado de Ying, Tian Hui do final da Dinastia Ming pesquisou a história do pagode e registrou a história de seus reparos em seu Zhongxiu Fogongsi ta zhi .  O cartaz na terceira história do pagode listava que reparos periódicos foram realizados nos anos 1195 e 1471.  Ao juntar as peças da história do pagode, Tian Hui nunca encontrou nenhuma informação que sugerisse que o pagode tinha um predecessor construído de 936 a 943, como sugerem outros textos.  
Em confirmando a data de 1056 e não os anos de 936 – 943, Zhang Yuhuan escreve no seu Zhongguo gudai Jianzhu Jishu shi (1985) que o Laboratório Wenwu determinado vários componentes de madeira a partir do segundo ao quinto andares do pagode para ser 930 a 980 anos velho.  Outra evidência que sugere a data posterior inclui o fato de que a mãe adotiva do imperador Xingzong era natural de Yingzhou.  O filho de Xingzong Hongji (Imperador Daozong) também foi levantada em Ying County devido a seus seguidores do Quitais costume de levantar clã Yelu filhos dentro das famílias de suas mães.  Hongji também era conhecido como um budista devoto; o pagode (seguindo a tradição da estupa ) simbolizava a morte do Buda, que Hongji pode ter associado a seu falecido pai, o imperador Xingzong.  Steinhardt escreve "apenas algo como a memória de um jovem imperial pode explicar a construção de um edifício tão fenomenal em um lugar tão afastado".  Além disso, a década de 1050 foi uma década que marcou o fim de um kalpa budista, que significaria o Pagode do Templo de Fogong como um "santuário de morte definitivo para o Buda da época", de acordo com a historiadora Nancy Steinhardt.  Isso ocorreu quase ao mesmo tempo em que Fujiwara no Yorimichi do Japão converteu o Phoenix Hall da residência de seu pai Fujiwara no Michinaga em Byōdō-in em um templo destinado a guiar as almas para a vida após a morte budista (de acordo com o Budismo Terra Pura ).  
O pagode foi colocado no centro do terreno do templo,  que costumava ser chamado de Templo Baogong até que seu nome foi mudado para Fogong em 1315 durante a Dinastia Iuã .  Embora o tamanho do terreno do templo tenha sido descrito como gigantesco durante a dinastia Jin liderada por Jurchen (1115–1234), o templo começou a declinar durante a Dinastia Ming.  
O Yingzhou zhi registra que houve um total de sete terremotos entre os anos 1056 e 1103, mas a torre permaneceu firme.  Em toda a sua história antes do século 20, o pagode precisou de apenas dez pequenos reparos.  No entanto, reparos consideráveis foram necessários depois que os soldados japoneses dispararam mais de duzentos tiros no pagode durante a Segunda Guerra Sino-Japonesa .  Ao consertar o pagode em 1974, os renovadores encontraram textos de sutras budistas e outros documentos da dinastia Liao. Esta grande descoberta incluiu o 12 pergaminho Liao Tripitaka impresso com tipos móveis em 1003 em Yanjing (atual Pequim), 35 rolos de escrituras com texto impresso em bloco, sendo o mais longo 33,3 metros de comprimento, e 8 rolos manuscritos.  Isso atesta o amplo uso tecnológico da impressão de tipos móveis que se desenvolveu na vizinha Dinastia Song . Além disso, em 1974, uma relíquia de dente de Buda foi descoberta escondida em uma das estátuas de Buda no quarto nível do Pagode.  

## Recursos

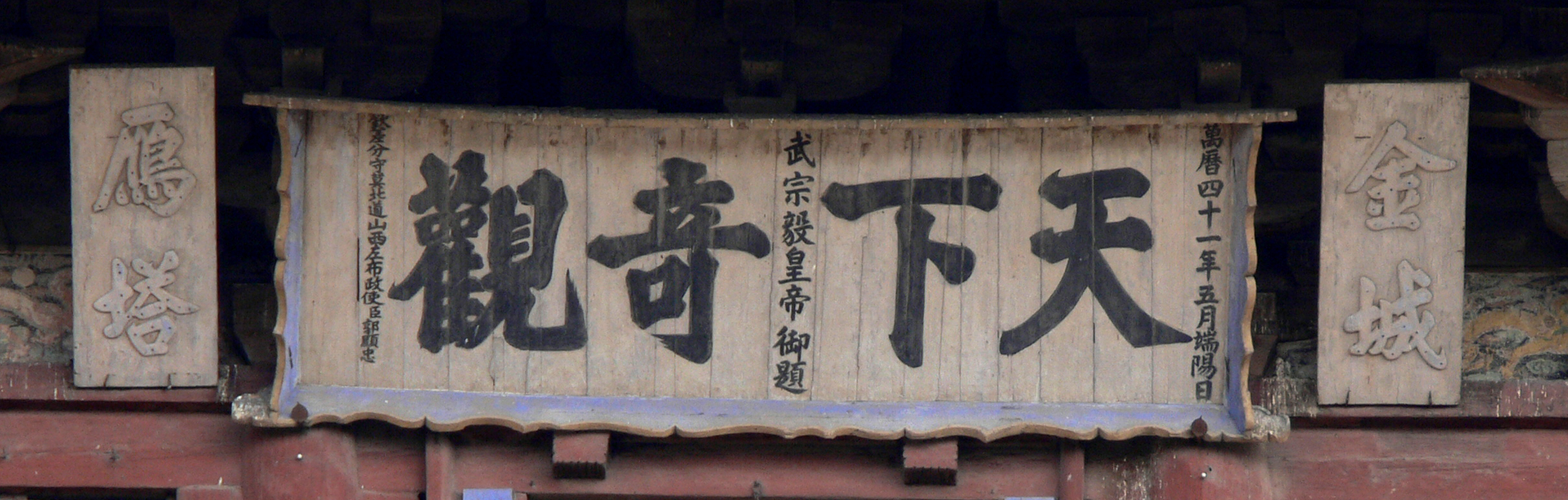
Placa de caligrafia do Imperador Zhengde "Maravilha do Mundo" no Pagode do Templo de Fogong

O pagode fica em uma plataforma de pedra de altura de 4 m (13 pés), e tem 10 m (33 pés) de altura até o campanário  e atinge uma altura total de 67,31 m (220,83   pés); é o pagode totalmente de madeira mais antigo existente ainda de pé na China.   Embora seja o pagode totalmente de madeira mais antigo da China, o pagode de beiral denso mais antigo existente é o Pagode Songyue do século VI (feito de tijolos) e muitos pagodes de pedra muito mais antigos existem em toda a planície do norte da China (por exemplo, o Pagode Zushi de Foguang Templo e o Pagode dos Quatro Portões de Jinan); os mais antigos existentes edifícios de madeira na China são os budistas salas do templo encontradas no condado de Wutai no oeste do Monte Wutai, que datam de meados da dinastia Tang 
O pagode apresenta cinquenta e quatro tipos diferentes de braços de suporte em sua construção, a maior quantidade para qualquer estrutura da Dinastia Liao.   Entre cada andar externo do pagode está uma camada de mezanino onde os braços de suporte estão localizados no exterior.  Visto do exterior, o pagode parece ter apenas cinco andares e dois conjuntos de beirais no telhado para o primeiro andar, mas o interior do pagode revela que tem nove andares ao todo.  As quatro histórias escondidas podem ser indicadas do exterior pelo pingzuo do pagode ( varandas do terraço ).  Um anel de colunas sustenta o telhado estreito estendido mais baixo no piso de base, enquanto o pagode também apresenta colunas de suporte internas.  Uma estátua do Buda Sakyamuni fica proeminente no centro do primeiro andar do pagode, com um ornamentado (caixão) acima de sua cabeça (o pagode é chamado de Pagode de Sakyamuni devido a esta estátua).  Um zaojing também é esculpido no teto de cada andar do pagode.  As janelas nos oito lados do pagode oferecem vistas do campo, incluindo o Monte Heng e o rio Songgan. Em um dia claro, o pagode pode ser visto a uma distância de 30 km (19 mi)     . 

## Preservação
O Templo do Pagode de Fogong e seus arredores são protegidos pelo ramo SACH do governo chinês, e mais de 1 milhão de dólares já foram investidos na pesquisa de reparo e renovação do edifício milenar em estado precário.  Em maio de 2011, as autoridades provinciais de Shanxi afirmaram que o pedido de pagode deveria ser concluído até julho de 2011 para que fosse incluído na lista da UNESCO de relíquias do patrimônio mundial protegido até 2013. 

## Atualmente
Em 2013, o pagode foi colocado na lista provisória da China para consideração de Patrimônio Mundial da UNESCO, junto com o Templo de Fengguo . 